# 西遊記 (ゲーム)
『西遊記』（さいゆうき）は、1999年にコーエー（現・コーエーテクモゲームス）から発売されたPlayStation用シミュレーションロールプレイングゲーム。
キャラクターデザインに山田章博、メインテーマ曲はテレビドラマ『西遊記』の主題歌を担当したゴダイゴのタケカワユキヒデ。広告のイメージキャラクターは松田純。
小説『西遊記』を題材にした作品で、ゲームシステム的には同社から発売されたゲーム『封神演義』の後継作品にあたる。物語は、原作小説を踏襲しながらも敵の八鬼衆にヒンドゥー神話を取り入れるなどオリジナル要素の濃い内容になっている。また、原作に「妖怪が巨大化する」という描写があるためか、本作でも“神獣（しんじゅう）”と呼ばれる形態に変化することができる。
各キャラクターには声優が起用されているが、フルボイスではなく、章の間に三蔵の声でナレーションが入る以外はほとんど掛け声程度の演出となっている。また、テレビドラマなどで三蔵法師役を女優が演じるケースが多い影響で、ゲーム開始時に三蔵法師の性別を男性と女性を選ぶことができる。

## あらすじ
寺の使用人として働く玄奘（女性版・玄娘）はある晩、天竺へ錫杖を届けに来るようにという観音菩薩のお告げを受け、天竺へ旅立つ。
旅の途中知り合った孫悟空、猪八戒、沙悟浄、朱涼鈴、桔花公主らとともに、天竺を目指す三蔵一行だが、その旅路で彼らは妖怪とは別の影を察知する。
その頃天界ではその者達によって天を揺るがす大変が起きていた…。

## 用語
五行術
一般的なゲームでは、“魔法”に相当するもの。巻物を装備し、MPを消費して使用する。
五行特性があるため、相克・相生の相性があり、それが術の威力に影響する。例えば、火の術を使用した場合、敵が水性だと効果が減じ、金性だと効果が増加する。
本人の特性に関係なく、どの属性の巻物も装備することができるが、五行によってレベルの成長度が違ってくるので、得意な属性では持てるレベルの巻物でも、不得手なものでは持てない場合がある。
神獣
妖怪や精霊のうち、並外れた天性や素質を持ったものが、この天地の気を用いる事によってこの形態に変化できる。
神獣に変化すると、HPとMPが通常形態の2倍となり（ただし通常HPが500を越えても上限は999）、移動範囲が広がったり、変化した形態によっては飛べるようにもなる。
また、“神技（しんぎ）”と云われる特別な技を使うことができ、これはMPではなく“神獣ゲージ”と呼ばれるゲージを、その技に応じた数だけ消費して使うことができる。ゲージの数は最初は5つ。その後レベルが上がり3の倍数になるごとに1つずつ増え、最大20個まで増える。
神獣形態では敵の集中攻撃を受けやすい。また、HP回復が術や薬丹では回復できない。もっぱら神将（つまりは“西王母”と“九天雷帝”）の支援効果によりHPを回復させることとなる。しかも通常形態と同じ回復量でしかないため、下手をすると2-3ターン目位で戦闘不能に陥ってしまう事もある。
また、同じ場の同じ気を分かち合って変化する、という設定のため、お互いに心を一つにした仲間同士（パーティメンバー）では、一度に変化できるのは一人だけである。
マンダラ
世界の設計図ともいえるもの。今あるのは釈迦如来がこの世が出来た時に作ったもの。アスラ達八鬼衆は、それをすげかえて世界を作り替えようとしている。

## 登場人物

### 初期パーティメンバー
三蔵法師（陳 玄奘：保志総一朗、陳 玄娘：堀江由衣）
本編の主人公。日本での中性的なイメージのため男性か女性を選べるようになっている。男性と女性のどちらを選んでもストーリーはまったく同じ。
五行の特性では木性。攻撃力はさほど高くないもののクリティカルヒットが出やすい。男性だとHP、女性だとMPがそれぞれ10多い。
年齢は16歳。素直で楽天的な性格だが、原作の三蔵とは違い、妖怪や鬼神を前にしても怯えずに錫杖で立ち向かう勇気を持っている。
観音菩薩より授かった錫杖を持ち、またそれに各地に散らばった神将達を集めるのも、旅の目的の一つ。そしていざという時には、神将をその身に降ろして戦う。
孫悟空（上田祐司）
五行の特性では火性の妖怪である。
人間年齢にして15歳くらい。竹を割ったようにさっぱりした性格の持ち主で裏表がない。石から生まれた異端児だがそんなことはまるで気にしていない。原作とは違い、破門されることなく三蔵に付き従う。温泉や源泉を見かけると一目散に入浴して長湯をしてしまう。雪が好き。物語が進むに連れて仲間を思いやるようになる。
攻撃力のバランスが良い。觔斗雲で飛べるため一気に敵陣に切り込めるが無鉄砲に飛び込むと集中攻撃を浴びることも。
使用する武器は“如意棒”。
神獣は“斉天大聖”。巨大な赤い猿の姿である。
猪八戒（龍田直樹）
五行の特性では土性の妖怪である。
原作とは違い、最初から妖怪である。世界一の料理人を目指す猪妖怪。攻撃に優れており、複数攻撃もできるが足が遅く、順番も初期メンバーでは最後。
人間年齢にして22歳くらい。あまり戦いを好まない優しい性格。また、とても涙もろい。食欲旺盛なところ以外は原作の猪八戒とは、ほぼ正反対な性格である。大の食道楽であり、美味しいものを作るのも食べるのも大好き。
使用する武器は“馬鍬”。
神獣は“天崩巨猪（てんぽうきょちょ）”。数個の牙と人間と同じ腕を持つ巨大なイノシシの姿である。
沙悟浄（檜山修之）
五行の特性では水性の妖怪である。
原作とは違いもとは人間で妖怪退治を生業としていたが、倒した妖怪の呪いにより、水妖に変えられた妖怪道士。病気のことになると仲間から度々聞かれ「俺は医者じゃない」と否定している。
人間年齢にして25歳くらい。そっけのない言動の為誤解されやすいが心優しい青年。水中で回復できる特性があり、性能はオールマイティーで特徴は無いが欠点も無い。
使用する武器は“宝杖”。攻撃力、範囲等如意棒と同じレベルの性能である。
神獣は“幻蓮河伯（げんれんかはく）”。巨大な半魚人の姿である。
朱涼鈴（山本麻里安）
五行の特性では金性の「妖怪」であるが「幽霊」が苦手。
許婚との結婚に反対し家出した西界竜王の末娘。順番的には猪八戒と沙悟浄の間に仲間になる、原作に朱涼鈴という名前は無いためオリジナルキャラとなるが、龍である事や剣が武器である所から原作で変身した玉龍をモデルとして作られたとされる（このゲームで馬は登場せず、三蔵は全編において移動手段は徒歩）。
人間年齢にして14歳くらい。性格は闊達で無邪気、天衣無縫。初期メンバーでは一番俊足で順番が早く回り、パーティーの切り込み役となる。
使用する武器は、“干将陽剣”。
神獣は“鋼翼飛竜（こうよくひりゅう）”。巨大な羽根を持つ龍の姿である。ただし女の子が変化した姿なので、髭がない。
桔花公主（榎本温子）
五行の特性では木性の妖怪である。
ゲームオリジナルキャラ。遠距離攻撃と回復役を担当する桜の精霊。“公主”とは中国で“姫”の意味。桜の精の名に恥じない美しさと気品を併せ持つ。
人間年齢にして20歳くらい。性格はおしとやかでたおやか。怒ると怖い。甘いものに目がないという子供っぽい一面がある。初期パーティーでは朱涼鈴と仲良くなり、病気から回復した時には涙を流したり、「公主が買うなら」と揃いの化粧水を買うなど親友になっていく。
使用する武器は、“芙蓉弓”。
神獣は“鳳瑠華蝶（ほうりゅうかちょう）”。蝶の姿をしたエキゾチックな精霊の姿で、神獣レベルが上がると非常に強力な神技を覚えていく。が、ボスには苦手な金性が多い上、土性がボスの時には出撃できない等使用できる場面が少ない。

### 追加パーティメンバー
牛魔王（ぎゅうまおう）
五行の特性では土性の妖怪である。
かつては悟空の義弟だった牛の妖怪。悟空が釈迦如来によって500年前に封印されてからは頭角を現し、西域一帯を縄張りとする妖怪の親分となり、仏の弱体化に乗じて地上を支配しようと「大王」と名乗るが周りからは親分と未だに呼ばれている。
人間年齢にして46歳くらい。大の恐妻家だが血の気が多く喧嘩が絶えず配下の妖怪にも恐れられている。
妻の鉄扇公主との初戦に早めに勝つと、妻と一緒に仲間となる。
使用する武器は、“平天棍”。
神獣は“魔牛大聖（まぎゅうたいせい）”。巨大で野性的な牛の姿である。
鉄扇公主（てっせんこうしゅ）
五行の特性では火性の妖怪である。
人間年齢にして28歳くらい。牛魔王の妻。気の強い姐さんタイプの女性で、さすがの牛魔王も彼女の前ではタジタジである。その名の通り芭蕉扇の使い手としても有名。非常に子煩悩で一人息子の紅孩児をとてもかわいがっている。
彼女との初戦に早めに勝つと、夫の牛魔王と共に仲間に加わる。
使用する武器は、“伏虎刀”。
神獣は“羅刹女（らせつじょ）”。サソリを擬人化したような女の姿である。
宋 金麗（そう きんれい）
五行の特性では金性の妖怪である。
亀慈（きじ）に住んでいる双子の姉。妹の銀麗と一緒に平頂山へと遊びに行き、その時に謎の瓢箪に触れて妖怪化してしまう。
人間年齢にして10歳くらい。明るく溌剌とした性格である。
妹が妖怪化した銀角を早めに倒すと妹と共に仲間に加わる。
使用する武器は、“七星剣”。
神獣は“金角”。鎧を着込んだ金色の巨人の姿である。
宋 銀麗（そう ぎんれい）
五行の特性では金性の妖怪である。
亀慈（きじ）に住んでいる双子の妹。姉の金麗と一緒に平頂山へと遊びに行き、その時に謎の瓢箪に触れて妖怪化してしまう。攻撃先に金麗がいると合体技「七星斬」が繰り出されその分の経験値は銀麗のみが得る。
人間年齢にして10歳くらい。姉とは正反対でやや内気な性格である。
妖怪化した銀角を早めに倒すと姉と共に仲間に加わる。
使用する武器は、“射燕弓”。
神獣は“銀角”。鎧を着込んだ銀色の巨人の姿である。
鎮元子（ちんげんし）
五行の特性では木性の妖怪である。
柳の精霊。桔花公主の祖父であり八戒の師匠でもある。
人間年齢にして77歳くらい。一見すると枯れた老人としか見えないが、眼光は鋭く徹底的に一つの事を追求することを物語っている。
三蔵一行を八戒の友と認める発言をすると仲間に加わる。木属性で回復役でもあるが、パーティーメンバーの中で一番足が速いため回復の出番は少ない。
使用する武器は、“水楊杖”。
神獣は“柳精怪（りゅうせいかい）”。その名の通り柳を擬人化したような姿である。
霊感公子（れいかんこうし）
五行の特性では水性の妖怪である。
亀の妖怪。涼鈴の婚約者ではあるが、自分勝手で思い込みが激しく、そのため涼鈴からは嫌われていて婚約者と認められていない。
人間年齢にして18歳くらい。自己中心的でナルシストでもあるが、人がいい部分もある。なお“公子”とは中国で王子の意味である。
戦いの後、彼の喜ぶ発言をすると仲間に加わる。悟浄と同じく水の中では体力が回復する。全体的な攻撃力が低い。
使用する武器は、“飛箭槍”。
神獣は“陀潔（だけつ）”。巨大な二足歩行をするワニガメのような姿である。

### 牛魔王の部下
殆どの妖怪が関西弁で話すのが特徴。
黄風怪（黄風大王）
「如意真仙の一の配下」を名乗っている。
虎力道師（虎先鋒）
ある国の太守の体に入り支配していた妖怪。
黄袍郎（黄袍怪）
原作とは違い落ち着いた人物で牛魔王との義理を果たすためで嫌々助太刀する。
如意真仙
初めて敵対するボスキャラ。
六耳猴（六耳獼猴）
变化が得意でパーティーの偽物軍団を作り迎え撃つ。
独角児（独角児大王）
大唐国の支配を任されていた、土佐弁で語尾に「～ぜよ」を付ける。
叫首仙（羊力大仙）
この中では知将で罠のスペシャリスト。

### 神将
本来は、天界で釈迦を直々に守護している将軍。天界より降りてきて、普段は三蔵の錫杖に宿っているが、戦いの時には三蔵の身に降りてきてその特殊能力と支援能力で戦う。他のキャラは鍛冶屋で武器を強化するが、三蔵のみ神将が仲間になると錫杖の攻撃力がアップする。
西王母（せいおうぼ）
木性を司る神将。『封神演義』の竜吉公主が天に昇って神将となった。
ふっくらした容姿からかおっとりした印象を与える。彼女の象徴である蟠桃（ばんとう。食べると不老不死となる仙桃）を右手に持っている。
人間年齢にして25歳くらい。マイペースではあるが芯はしっかりしている。
武器は“二竜剣”。敵への物理攻撃と魅了の効果がある。支援効果は味方のHP回復。
炳霊公（へいれいこう）
金性を司る神将。『封神演義』の黄天化が天に昇って神将となった。
白を基調とした鎧を着、宝剣を携えている。眼光は鋭い。
人間年齢にして21歳くらい。クールに見えるが熱血タイプ。気も短い。
武器は“莫邪宝剣（ばくやほうけん）”。敵への物理攻撃。支援効果は味方の物理防御力アップ。
哪咤太子（なた たいし）
火性を司る神将。『封神演義』の哪咤本人。
やんちゃな子供という印象で、法衣も暴れるのに邪魔だと言わんばかりに脱げかかっている。
人間年齢にして12歳くらい。過激な性格で、戦いそのものが好きである。開けっぴろげで根に持つタイプではないのだが、悟空の対面した時には過去の事を思い出し驚いた。
武器は“火尖槍（かせんそう）”。一直線上にいる複数の敵を貫く。支援効果は味方の物理攻撃力アップ。
感応仙姑（かんおうせんこ）
土性を司る神将。『封神演義』の雲霄が天に昇って神将となった。
すらりとして落ち着いた印象。
人間年齢にして24歳くらい。おだやかではあるが理性的である。
武器は“乾坤弓（けんこんきゅう）”。大地をも射抜く強力な矢で敵を射抜く。支援効果は三蔵を除く味方のMP回復。
二郎真君（じろうしんくん）
水性を司る神将。『封神演義』の楊戩が天に昇って神将となった。
非常に生真面目で折り目正しさを感じる。
人間年齢にして27歳くらい。常に冷静沈着で礼儀正しい優等生タイプ。だが、それを嫌みに感じる事はない。
武器は“三尖刀（さんせんとう）”。3つの矛で複数の敵に物理攻撃。支援効果は味方の移動力をアップ（浮遊にする）。
九天雷帝（きゅうてんらいてい）
五行の要となる神将。『封神演義』の聞仲である。
商（殷）の武官をやっていた時、人間界を壊滅寸前にした罪で、観音菩薩によって崩雪嶺で封じられ地元の人間に神として祀られていた。
人間年齢にして32歳くらい。もの静かではあるが、誇り高き情熱家である。
彼に関するアイテムを収拾でき、また彼が課した試練に打ち勝ったら仲間となる。
武器は“蛟竜金鞭（こうりゅうきんべん）”。蛟竜の力を宿した鞭で複数の敵をなぎ払う。支援効果は全ての神将の効果。ただし半分となる。

### 八鬼衆
人間でも妖怪でもない、生死を超越した神に匹敵する力を持つ“鬼神”。本来なら修羅界に封じられていた存在。
アスラ
八鬼衆の長。釈迦により導かれて仏門に入り天界へとやってきたが、自分の処遇・地位の低さに不満を抱き反乱を起こす。最初は1000年前で、その時は釈迦に破れ修羅界へ封印される。が、16年前その封印を破り天界と地獄を瞬時に制圧。世界を思うままに作り替えようとする。
本性は、修羅界そのものと言っていい“三面六臂”の姿である。
キャラクターデザインのイメージは、「森で踊る八本腕のシヴァ」。
マハラカ
三蔵一行が初めて出会った鬼神。元は異教の蛇神。五行では水性である。
冷酷で嫉妬深く、同じ畜生出身の実力も待遇も上であるサーガラに対し妬みから憎悪を持っている。
桔花公主の夢の中に入り、三蔵の錫杖を奪おうと画策するも敗退。その後乱石山にて本性を表して戦う。
本性は、翼を持った極彩色の巨大なコブラ。
ヤクシャ
元は異教の神。五行では土性である。
残忍さでは並ぶものがない乱暴者。1000年前のアスラの起こした反乱にも真っ先に従った。
火炎山で三蔵の錫杖を奪おうとするも敗退。そして大雷音寺で本性を表して戦う。
本性は、頭に一本角を持ち下半身が山羊、背中にはコウモリの羽根を持つ、まるで西洋の悪魔のような姿である。
ヴァラ
元は異教の音楽の神。五行では金性である。
自分がそうだからなのか、強くて美しいものに絶対の価値があると思っている。アスラに従うのもアプサラを妻にしたのもその為である。だが、そうでないと認めていないものは無価値であり冷酷である。
金兜嶺において妻のアプサラとともに三蔵達を襲撃するも、様子見のつもりなのかあっさりと敗退。その後碗子山にて本性を出して再戦する。
本性は、巨大なドブネズミである。
アプサラ
元は異教の歌の神。五行では木性である。
子供のように無邪気で純粋だが、その純粋さは残酷さに繋がっている。花を摘むように人を殺す事が出来る性格である。
夫のヴァラとともに三蔵の錫杖を奪おうとするが、アスラという権力には無頓着である為、夫に付き従って「一応、やっている」だけではある。しかし、碗子山にて本性を出した夫が倒されるのを知ると、彼女も本性を表し三蔵達の行方をふさぎ倒そうとする。
本性は、女性の上半身に下半身はジョロウグモといった姿である。
デーヴァ
他の鬼神とは違い、元は人間。五行では水性である。
人間だった時はとある国の軍隊の将軍だった。が、副官に裏切られて殺され、瀕死のところをアスラに救われる。それ以降、アスラに永遠の忠誠と友情を誓う。
アスラの世界の壊滅、及び作り替えを快く思っていない。アスラの気持ちへの理解と、人間界への愛情とで苦悩している。
一度、崩雪嶺で三蔵一行を迎撃するも、本気で攻められなかったからか敗退。その後、天界の天央廊で本性を表して向かってくる。
本性は、全身が青い巨大な鬼の姿である。
サーガラ
元は全ての龍の祖である神祖竜。五行では火性である。
気は強そうで武人肌だが、情の深い高貴な印象を与える美女である。
釈迦に諭され天界に入るも、竜族が次第に人間達に追いやられるのを見、憤って1000年前のアスラの反乱に参加。現在は竜族の命をアスラに握られたため、やむなく付き従っている。
昇竜崖で三蔵一行と対戦するも、錫杖が鬼神に触れられない事を知り一旦は退く。その後も一行を傷つけずに錫杖を穏便に手に入れてほしいというデーヴァの願いを聞き、大雷音寺にて観音菩薩に化けて近付くが失敗。天界でも浄天門で本性を表して一行を迎え撃つ。
本性は、巨大な炎竜。
カールラ
元は炎を操る事が出来る巨鳥。五行では火性である。
背中に大きな鳥の羽根を持ち、口数も少なく硬い表情である。
孤児になっていたところを釈迦に拾われるが、その後アスラの養女となる。そのためアスラにしか懐いておらず、アスラの喜ぶ事だけを考えている。
アスラが姿を消したので探しに行った先の曲女台にて三蔵一行と出くわし戦闘。その後天界の善法堂で本性を表して一行を殲滅しようとする。
本性は、巨大な火の鳥。

### その他
観音菩薩
玄奘（玄娘）の夢に現れ、天竺の大雷音寺までお経を取りに行くよう命じた。
孫悟空にも、三蔵法師の取経の旅に三蔵を護るために付いていくように命じたが、悟空はその約束を守ろうとしなかった為、彼の頭に金の輪を嵌めた。
三蔵一行の旅の途中で、八鬼衆に捕われてしまった。
釈迦如来
登場はしないが、話の中で登場し八鬼衆との敗戦が決定的になると観音によってどこかに匿われている。
法明長老（ほうめいちょうろう）
長安の郊外にある名刹・金山寺の住職。16年前に、河に流されてきた玄奘（玄娘）を拾って、寺の使用人として育ててきた。
彼もまた、観音菩薩が夢に現れ「陳玄奘（玄娘）を天竺へ遣わせなさい」というお告げを受けていた。その為、玄奘（玄娘）に“三蔵”という法名を与え、取経の旅へ送り出した。
紅孩児
牛魔王と鉄扇公主の息子。五行の属性では、火性である。
山賊まがいの行為を繰り返す父親に愛想を尽かし、また妖怪以上の力を欲していたところを見透かされたマハラカに「三蔵の持っている錫杖を持ってきたら鬼神にする」という取引に応じて、三蔵一行と戦い敗退。父親の持っていた珠に封印される。
アーシャ
車遅原で三蔵一行と出会った、天竺人の幼い少年。妖怪に襲われていたところを一行に救われ、旅を共にする事に。
元々は仕事で遠出をする父親と一緒に旅をしていたとの事だが、その父親は三蔵に助けられる直前に妖怪に殺されてしまったとのこと。家は大雷音寺の近くで、母親はそこにいるというので、三蔵一行に加わる事となった。大雷音寺にまで一緒についてくる。
白骨夫人
サブクエストで登場し、妻子ある男性を誘惑しており退治を依頼される。
地湧夫人
同じくサブクエストで登場し、涼鈴とどっちが美人かと周りが止めるまで延々と罵り合う。
合歓木団（ねむのきだん）
サブクエストで戦う義賊。権力者、金持ちと戦っていたが偽集団が名声を利用して盗賊集団として活動し信頼が地に落ち、偽物壊滅後解散しどこかへ去る。
偽道場主
サブクエストで戦う集団。腕試しと肉体の保持のため「美しき肉体の会」という連盟を結成している。

## ノベライズ
- 幻妖草子 西遊記〜地怪篇〜　ISBN 4-04-418104-7
- 幻妖草子 西遊記〜天変篇〜　ISBN 4-04-418105-5
  - 七尾あきら：著、角川スニーカー文庫